# 中山瑶子
中山 瑶子（なかやま ようこ、10月26日 - ）は、日本の女性声優。愛知県出身。EARLY WING準所属。

## 略歴
声優になろうと思ったきっかけは同じ声優が全く違う性格のキャラクターを演じていたことや、『機動戦士ガンダム00』では人だけでなくロボットのハロも声優が演じていたことに感動したことから。
ヒューマンアカデミー名古屋校卒業後、WAHO學院出身。

## 人物
趣味・特技には空を見ること、音楽鑑賞をそれぞれ挙げている。

## 出演
太字はメインキャラクター。

### テレビアニメ
- アイカツオンパレード!（2019年、生徒）
- Lapis Re:LiGHTs（2020年、ガーネット[4]）

### ゲーム
- 閃乱カグラ PEACH BEACH SPLASH（2018年、ザコ敵）
- 輝星のリベリオン（2018年、コゼット、ベガ）
- ラピスリライツ 〜この世界のアイドルは魔法が使える〜（2021年、ガーネット[5]）

### デジタルコミック
- ラピスリライツ 私たちのPrelude（前奏曲）（2020年、ガーネット）

### テレビ番組
※はインターネット配信。
- IV KLOREの恐怖の館（2020年、YouTube※）

## ディスコグラフィ

### キャラクターソング
| 発売日         | 商品名                           | 歌                       | 楽曲                         | 備考                                                                |
| -------------- | -------------------------------- | ------------------------ | ---------------------------- | ------------------------------------------------------------------- |
| 2020年2月5日   | START the MAGIC HOUR             | IV KLORE                 | 「禁忌の寓話」 「Butterfly」 | ゲーム『ラピスリライツ 〜この世界のアイドルは魔法が使える〜』関連曲 |
| 2020年7月8日   | 私たちのSTARTRAIL/プラネタリウム | ラピスリライツ・スターズ | 「私たちのSTARTRAIL」        | テレビアニメ『Lapis Re:LiGHTs』オープニングテーマ                   |
| 2020年12月23日 | SKY FULL of MAGIC                | IV KLORE                 | 「Midnight Sapphire」        | テレビアニメ『Lapis Re:LiGHTs』エンディングテーマ                   |
| 2020年12月23日 | SKY FULL of MAGIC                | IV KLORE                 | 「極闇グロッソラリア」       | ゲーム『ラピスリライツ 〜この世界のアイドルは魔法が使える〜』関連曲 |
| 2020年12月23日 | SKY FULL of MAGIC                | ラピスリライツ・スターズ | 「私の名は、光。」           | ゲーム『ラピスリライツ 〜この世界のアイドルは魔法が使える〜』関連曲 |
| 2022年10月26日 | Everlasting Magic                | IV KLORE                 | 「紫紅月のメメントモリ」     | ゲーム『ラピスリライツ 〜この世界のアイドルは魔法が使える〜』関連曲 |

### ユニットメンバー
1. 1 2 3  エミリア（星乃葉月）、あるふぁ（嶺内ともみ）、サルサ（篠原侑）、ガーネット（中山瑶子）
2. 1 2  ティアラ（安齋由香里）、ロゼッタ（久保田梨沙）、ラヴィ（向井莉生）、アシュレイ（佐伯伊織）、リネット（山本瑞稀）、アンジェリカ（雨宮夕夏）、ルキフェル（松田利冴）、ナデシコ（本泉莉奈）、ツバキ（鈴木亜理沙）、カエデ（大野柚布子）、ラトゥーラ（早瀬雪未）、シャンペ（広瀬世華）、メアリーベリー（赤尾ひかる）、エミリア（星乃葉月）、あるふぁ（嶺内ともみ）、サルサ（篠原侑）、ガーネット（中山瑶子）、ユエ（桜木夕）、ミルフィーユ（奥紗瑛子）、フィオナ（伊藤はるか）